# Vidreras

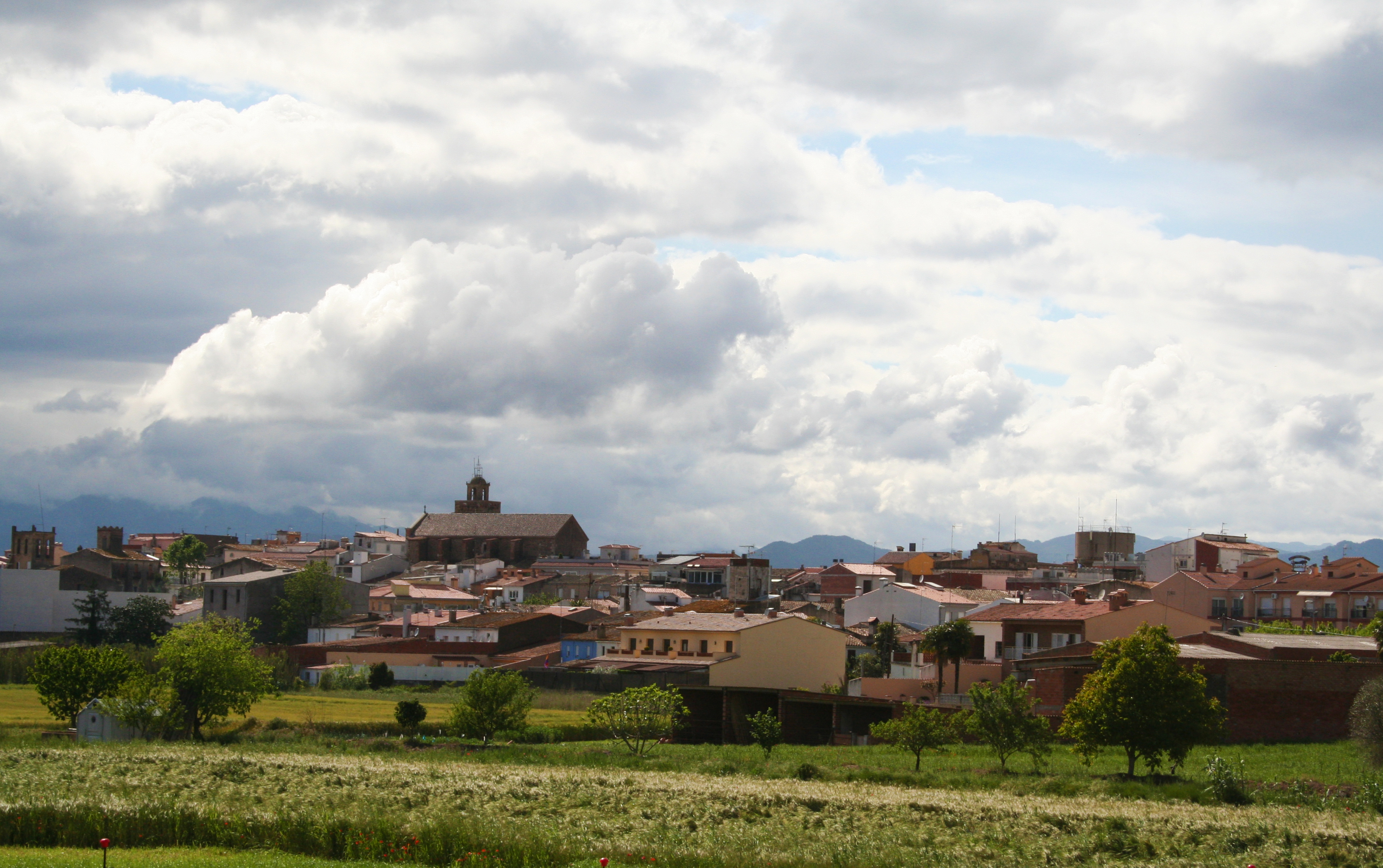
Vista de Vidreras

Vidreras (en catalán y oficialmente Vidreres) es un municipio español de la provincia de Gerona, Cataluña, situado al sudeste de la comarca de la Selva.

## Geografía
Integrado en la comarca de La Selva, se sitúa a 23 kilómetros de la capital provincial. El término municipal está atravesado por la autovía C-35 que conecta con la Costa Brava, además de por la antigua carretera N-II entre los pK 691 y 693 y por la carretera C-63 que permite la comunicación son Sils y Lloret de Mar.
El relieve del municipio es montañoso por el este y llano por el oeste. Las montañas de la zona oriental forman parte de la Cordillera Litoral, desde donde descienden numerosas rieras. La altitud oscila entre los 423 m (Puig Ventós) y los 73 m cerca del límite con Massanet de la Selva. El pueblo se alza a 84 m sobre el nivel del mar. 
| Noroeste: Sils                 | Norte: Caldas de Malavella | Noreste: Caldas de Malavella         |
| Oeste: Massanet de la Selva    |                            | Este: Tosa de Mar                    |
| Suroeste: Massanet de la Selva | Sur: Lloret de Mar         | Sureste: Lloret de Mar y Tosa de Mar |

## Historia
El nombre de Vitraris significa “trabajar el vidrio” o “fuente de vidrio”, pero no se sabe el origen o el porqué de este nombre; solo se conoce la existencia de un horno de vidrio en los bosques de Vidreras, pero no se cree que pertenezca al siglo X. Vitraris seguramente tiene un origen más lejano que el siglo X, pero el primer documento escrito con este nombre aparece en el siglo X. 
- Vitraris o Vitriaris: nombre del municipio en el siglo X.
- Vidreres: llamado así durante los siglos XII – XIII.
- Vidreras: durante el siglo XVIII, oficial hasta 1981.[3]
- Vidreres: nombre oficial en catalán desde septiembre de 1981.

### Prehistoria
En el término municipal se han hecho hallazgos en superficie de material lítico perteneciente al Paleolítico inferior y medio, con una datación entre 400.000 - 35.000 aC, sobre todo en el vecindario de les Bòires y cerca de la urbanización de la Goba. Pero el hallazgo prehistórico más importante se produjo en el 1999, con la necrópolis del Pi de la Lliura, en la zona de Caulès. Se trata de un cementerio de urnas con restos de personas incineradas. El yacimiento es de finales de la edad de bronce, entre 850-550 a. C.
Hacia el siglo VII a. C. se consolida en esas tierras la cultura ibérica, integrada por diversos pueblos y todo apunta a que en Vidreras estaría la frontera entre los indigetes, que habitaban en el Ampurdán, y los ausetanos, que poblaban la zona de Vich.

### Edad Antigua
Con la llegada de los romanos a la península ibérica el 218 a. C. desapareció la cultura ibérica. Los romanos permanecieron en el principado hasta el 476 cuando fueron sustituidos por visigodos. Hacia el 720 el territorio fue ocupado por los musulmanes pero el 785 los carolingios ocuparon Gerona. Los carolingios organizaron el territorio catalán en condados. La zona de Vidreras formó parte del vizcondado de Gerona, posteriormente llamado Cabrera, que formaba parte del condado de Gerona.

### Edad Media
El primer documento que habla con seguridad de la zona de Vidreras está datado el 14 de octubre del año 1001, cuando los condes de Barcelona, Gerona y Osona, Ramon Borrell y Ermessenda de Carcasona, tomaron una propiedad llamada Palol, situada en el condado de Besalú, y que pertenecía al vizconde de Gerona: Seniofred I. Entonces, el conde tuvo que indemnizar al vizconde dándole la propiedad de Lloret, que hasta entonces formaba parte de Massanet de la Selva. Vidreras también formaba parte de Massanet. El documento dice que Lloret fronteriza por el norte con el Vilar Daniel, el camp Cominal y el término de Caldes – Caulès. Este Vilar Daniel corresponde a la zona de la actual más Valldaniel. Según un documento del 1066 ya existía la parroquia de Vidreras. El primer documento que habla de Caulès es del 919, pero se refiere al poblado de Caulès Vell situado actualmente en el término de Caldes de Malavella, con restas que van del siglo IX al siglo XIV. Caules Vell se encuentra a 2 km de distancia de Caulès de Vidreras.

### El Vizcondado de Cabrera

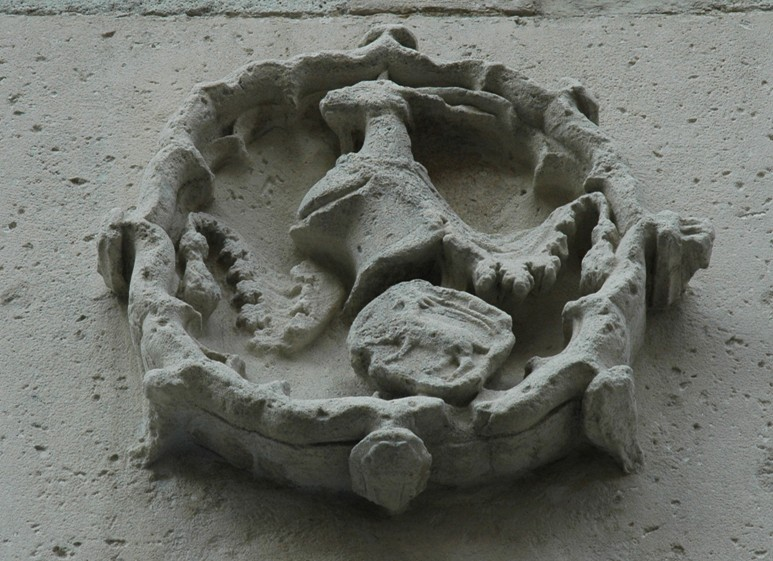
Escudo de los Cabrera.

Vidreras, como el resto de Cataluña, vivió bajo el sistema social del feudalismo desde el siglo XI hasta los primeros decenios del siglo XIX. El señor feudal de Vidreras fue el vizconde de Cabrera, este título pasó por venda el 1574 a los Montcada y el 1756, por boda, a la familia castellana de los duques de Medinaceli que actualmente aún ostentan el título de vizcondes de Cabrera. Pero con la abolición del régimen feudal hacia el año 1820, el título nobiliario ahora es honorífico. El vizconde poseía en Vidreras el castillo de Sant Iscle, citado por primera vez el 1194. En el feudalismo la sociedad era piramidal y existían relaciones de vasallaje. Era una sociedad básicamente agraria y los grandes propietarios de la tierra eran la corona, la nobleza y la iglesia. En el caso de Vidreras los grandes propietarios eran el vizconde de Cabrera, que disponía de más de la mitad de la tierra; el señor de la Bruguera; los monasterios de Amer, Breda y Valldemaria, etc.

### Edad Moderna
En el siglo XIV la población de Vidreras disminuyó a causa de la Peste Negra, del año 1348 a 1349. Del 1362 al 1370 Vidreras tenía 621 habitantes y el 1497 solo 351. Esto supuso que en Vidreras se abandonaran más de 50 masos.
Los señores aumentaron las presiones sobre los payeses que quedaban para evitar que disminuyeran sus ingresos y estos payeses eran conocidos como remensas. Vidreras, en el siglo XV, era una de les 23 poblaciones del principado con más de 40 fuegos o casas remensas. Toda esa tensión explotó en el siglo XV con las dos guerras Remensas y durante la segunda guerra (1483-1486) los remensas ocuparon el castillo de Sant Iscle que fue devuelto en cuanto acabó la guerra. El conflicto terminó cuando el rey Fernando II de Aragón dictó la sentencia arbitral de Guadalupe el 21 d'abril de 1486.
Con esta sentencia se eliminó el carácter obligatorio de los malos usos, el derecho de maltratar y muchos otros abusos señoriales menores. La sentencia impuso duras multas al conjunto de los remensas y los payeses. Para pagar la multa nombraron unos síndicos, entre ellos Pere Flor, de Vidreras. En Vidreras la crisis demográfica hizo que la parroquia de Caulès quedara casi deshabitada y el 1448 fue unida a la de Vidreras, cuando solo quedaba un habitante.
En el siglo XVI la población se estancó y el 1553 había unos 347 habitantes. Urbanísticamente Vidreras continuó creciendo alrededor de la iglesia y por caminos de bastos, la villa se comunicaba con otras poblaciones como Sils, Caldes, Sant Feliu de Guíxols, Lloret y Blanes. En el vecindario de les cases Noves se construyó la capilla de los Dolores.
Los años centrales del siglo XVII son ocupados por la guerra de los Segadores. Durante la guerra, los franceses ocuparon Gerona y el 1653 Juan de Austria puso asedio a la ciudad. De camino hacia Gerona Juan de Austria y su ejército pasaron por Vidreras. Este rey pasó los días 16 y 17 de septiembre en la Torre d'en Llobet.
En el siglo XVIII se inició la guerra de sucesión española durante la que existieron unas partidas de paisanos armados que llucharon a favor de Felipe d'Anjou, las Escuadras de Cataluña. Acabada la guerra, estas partidas se disolvieron, pero el 1719 se reorganizaron, en total fueron 51 escuadras, entre elles la de Vidreras con 30 hombres y 30 armas. El 1720 solo quedaban 27, entre ellas la de Vidreras.
A pesar de la derrota política a Cataluña este fue un siglo de crecimiento para Vidreras, económicamente y demográficamente. Vidreras dobló su población, que pasó de 252 habitantes el 1718 a 546 el 1787. El crecimiento demográfico de Vidreras ocurrió en el campo y en la villa y así se abrieron nuevas calles: el carrer Nou y el carrer Sense Sortida. Eso, acompañado por la bonanza económica, ayudaron a la edificación del nuevo templo parroquial entre el 1790 y el 1800. A finales del siglo XVIII Vidreras aún era una población dedicada mayoritariamente a la agricultura pero empezaban a ganar importancia a los artesanos entre los cuales había herreros, sastres, tejedores de lino, etc.

### Edad Contemporánea
El siglo XIX no fue tan tranquilo como el XVIII, se vivió el fin del antiguo régimen y con el del feudalismo, que fue sustituido por el estado liberal con la nueva organización que eso suponía tanto a nivel local como nacional. Fue un periodo en que Vidreras tuvo muchos sustos. Durante la guerra del francés, el 1808 pasaron las fuerzas francesas que es dirigían a Barcelona, el 1809 pasaron por Vidreras las tropas italianas que ayudaban a los franceses en el asedio de Gerona y el 1810 lo hicieron las tropas españolas. Más tarde, durante la tercera guerra carlista (1872-1875) la villa fue diversas veces atacadas por los carlistas.
En este siglo empezaron a surgir los partidos políticos y los sindicatos; se vivió bajo los regímenes políticos de la monarquía y república con más o menos libertad. Todos los cambios anteriores provocaron modificaciones en las instituciones de Vidreras: el antiguo bailío de Vidreras fue abolido y surgió el ayuntamiento de Vidreras.
A pesar de las guerras y los cambios gubernamentales el pueblo creció en todos los sentidos: económicamente, geográficamente, en servicios, en infraestructuras, etc. El 1850 tenía 743 habitantes y el 1887, 2223, es decir que en 40 años la población se triplicó. A partir de 1850 pasó a vivir más gente en la villa que en el campo, y se abrieron nuevas calles: Jaume Ferrer, Pablo Casals, Oriente, Santa María, de la Estrella, Ponente, Mediodía y Cataluña. Y a finales de siglo se construyeron dos edificios emblemáticos: El Casino y el Ayuntamiento. Todo este crecimiento fue debido en parte a la aparición de la industria surotapera: los primeros fabricantes aparecieron hacia el 1840; entre el 1892 y el 1900 es la época de mayor esplendor con 25 fabricantes; y a principios del siglo XX el sector entró en crisis de la que no se recuperó. Actualmente solo hay un fabricante.

### SigloXX
El 1900 Vidreras tenía 2123 habitantes y la población fue disminuyendo hasta solo 1710 habitantes el 1937. La disminución fue debida en parte a la desaparición de la industria surotapera, y la población siguió dedicándose mayoritariamente a la agricultura. Durante la guerra civil (1936-1939) en la plana de Vidreras se construyó un campo de aterrizaje de la aviación republicana, se edificó un búnker en Can Vall-llosera y en el bosc d'en Puig se ubicaron los depósitos de combustible y los suministros del campo de aterrizaje.
Vidreras fue un pueblo donde la república gobernó hasta el 2 de febrero de 1939 con la entrada de las tropas nacionales, desde entonces hasta el año 1975 Vidreras estuvo bajo la dictadura franquista. El año 1952 se instaló en Vidreras la industria lechera RAM que fue un motor económico para el pueblo, esta industria llegó a albergar a 300 trabajadores, muchos de ellos eran inmigrantes de Andalucía y Extremadura. Los años 60 fueron una década de crecimiento que fue acompañada con la realización de nuevas infraestructuras: se pavimentaron las calles del pueblo, se edificó el colegió de Sant Iscle, se construyó la caserna de la Guardia Civil, se edificaron las viviendas del Barri de la Pau y se empezó a urbanizar el barrio de les Serres. La década de los 70 fueron años de construcción de urbanizaciones para casas de segunda residencia, básicamente para la gente de la zona de Barcelona. Toda esta actividad hizo aumentar la población, que pasó de 1845 habitantes el 1960 a 2677 el 1970. El año 1975 se inició la actual etapa democrática, pero la crisis económica ralentizó el crecimiento: los 2953 del 1975 fueron 3207 el 1985.
El 1979 se celebraron elecciones democráticas municipales: primero gobernó el PSC (1979-1987), después CIU (1987-1995). Desde entonces gobernó el PSC. En estos 24 años el municipio se ha dotado de nuevos equipamientos: zona polideportiva, biblioteca, centro de asistencia primaria, colegio público Salvador Espriu, hogar de jubilados, cementerio, pabellón reforma del casino la Unió y de Can Xiberta (escuela de adultos), instituto Institut Vidreras y centro cívico. Los últimos años del siglo XX han sido de crecimiento y actualmente la población es de 7887 habitantes.

### La Guerra Civil
Vidreras fue un pueblo republicano hasta el 2 de febrero de 1939, cuando las tropas nacionales entraron y se implantó el franquismo, hasta el año 1975. Durante la Guerra Civil, en Vidreras se construyó un campo de aterrizaje de la aviación republicana en las afueras, en la Plana. También se construyó un búnker en can Vall-llosera y trincheras en el bosc d'en Puig. Actualmente aún se conserva el búnker, dentro de la masía de Vall-llosera.

#### El búnker de can Vall-llosera
Saliendo de Vidreras en dirección a Lloret de Mar se coge la carretera y a 500 m se encuentra el camino que va hacia Caulès. Yendo hacia la izquierda se llega a can Vall-llosera, y delante se encuentra el búnker construido durante la Guerra Civil. Este búnker se encuentra situado en el que fue el campo de aviación durante la guerra. En can Vall-llosera se instaló el cuartel de mando y se construyó el búnker como refugio. Este es de hormigón con dos entradas y la mayor parte de él es subterránea. Al entrar en el refugio se baja una rampa que lleva a la estancia principal, con una capacidad para cien personas, situada cuatro metros bajo tierra.

#### Campo de aviación

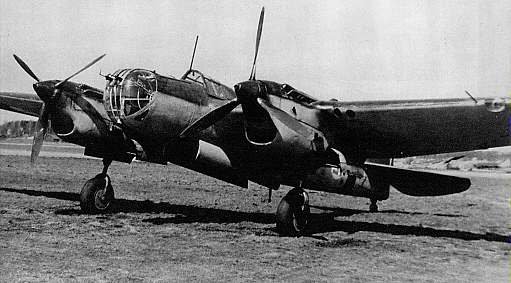
Los katiuska tupolev SB-2 del campo de aviación.

El Campo de Aviación militar fue construido en la Plana de Vidreras durante el año 1937 por el bando republicano y se empezó a utilizar el 1938. Para construirlo se escogió una zona muy plana y se derruyó la masía de Can Puig, que nunca más fue reconstruida, al contrario de los campos de conreo que, acabada la guerra, fueron recuperados por sus antiguos propietarios. El campo tenía que ser más grande de lo que fue y finalmente y actualmente aún se pueden ver excavaciones. Este trabajo se hacía con tractores, ya que aún no existían las palas mecánicas. La tierra extraída se llevaba al Rec Clar, que estaba previsto taparlo, pero hubo una fuerte tormenta y el río se llenó de agua, llevándose toda la tierra que se había dipositado en él. La maquinaria utilizada para construir el Campo de Aviación era guardada en un almacén al lado de la carretera de Llagostera, que posteriormente fue derruido. El proyecto de construcción era dirigido por un aparejador que también estaba construyendo uno en Celrà. En el Campo de Aviación trabajaban trescientas personas y su sueldo era de diez pesetas diarias. Para aplanar el campo se utilizó la aplanadora. La superficie total del campo era de 801 000 m² y tenía unas dimensiones de la pista que eran de 1500 m de largo x 300 m de ancho.
Se construyeron cuatro refugios para el personal y el material, los oficiales y suboficiales residían en Can Xiberta. En Can Batllosera se instaló el cuartel de mando, que aún es visible hoy en día. En el bosc d'en Puig se construyeron unos agujeros cuadriculados de entre ocho y diez metros de lado y unos ochenta centímetros de hondo donde se guardaban bombas y bidones de gasolina. También eran construidos en otros refugios antiaéreos como por ejemplo en el Rec de Can Canyet.

#### Bombardeos
En marzo de 1938 llegaron al campo de aviación los primeros nueve aviones, que eran esperados por los colegiales. La mañana siguiente los aviones despegaron. Al cabo de poco llegaron otros doce aviones más y el 3 de abril de 1938 se dio el primer bombardeo. Las bombas cayeron fuera de los límites del campo y resultó herido un habitante. Al cabo de diez días se produjo otro bombardeo también fuera del Campo de Aviación y murieron dos personas. El día siguiente se bombardeó Vidreras y otros campos republicanos a la vez. Este ataque se produjo por la mañana, mientras los aviones republicanos estaban en el campo preparados para despegar, esta vez, pero, las bombas fueron a parar dentro de los límites del campo; uno de los aviones quedó completamente destrozado y un testimonio dijo que vio despegar nueve aviones mientras se desconoce qué pasó a los dos restantes. El último bombardeo se produjo el mismo día al mediodía y las bombas cayeron dentro del Campo, causando pocos daños, ya que los aviones se habían ido. No se conoce que hubiera víctimas mortales de Vidreras pero sí que murió un teniente y dos pilotos republicanos y un civil. No se produjeron más bombardeos ni el Campo sirvió de base de más aviones, ya que parece que no estaba muy bien situado. Los depósitos de combustible enterrados bajo el bosc d'en Puig no fueron acertados nunca, y posteriormente de los bombardeos se instaló una batería antiaérea en la Casa Nova d'en Llobet que se utilizó hasta la entrada de las tropas nacionales. No cayó nunca ningún avión enemigo, pero posiblemente evitó otros bombardeos. Para engañar al enemigo, se instalaron cerca de la Casa Nova d'en Llobet cuatro aviones falsos de madera en un sitio visible, pero no sirvieron, ya que el enemigo no les tiró nunca ninguna bomba.

#### Refugios
Después de los bombardeos, el año 1938 se construyeron los refugios antiaéreos en medio del pueblo. Se crearon dos más, uno en las plazas del pueblo y otro en el camp de l'Artau. El refugio de las plazas se empezó perforando la plaza de la Iglesia y la plaza Lluís Companys en dirección de la calle Pompeu Fabra creando un túnel para juntar las dos plazas subterráneamente, pero nunca se llegó a poder juntar las dos plazas. Se accedía al refugio de la plaza Lluís Companys por una escalera situada hacia el centro de la plaza. La escalera para entrar al refugio de la plaza de la Iglesia se encontraba en la banda de Cal Ros, cerca del antiguo estanco. Este refugio, pero, no fue nunca utilizado, ya que entró agua y no se podía trabajar. Al perforar la plaza de la Iglesia se encontraron restos de huesos humanos, supuestamente de un antiguo cementerio, ya que en la antigüedad los cementerios se situaban cerca de las iglesias.
El segundo refugio fue construido en la calle de Cataluña, en la calle Pablo Casals y en el campo del Artau, situado detrás de la Casa de la Villa. Este tenía dos entradas: una en la calle de Cataluña y la otra en la calle Pablo Casals. El refugio no era tan profundo como el otro porque fue construido en un descampado y la tierra que se extraía era depositada encima del túnel, cosa que hacía que la profundidad fuera menor. Este refugio, a diferencia del otro, sí que fue utilizado, al menos por la entrada de la calle de Cataluña, donde había una escalera y luz eléctrica. Era utilizado por los maestros y alumnos de la escuela que se encontraba al lado cuando sonaba la alarma aérea. Todo esto se produjo entre el octubre y noviembre del 1938. Estos dos refugios oficiales tienen una capacidad aproximada de 250 personas pero aparte había otros refugios en las casas de los habitantes del pueblo, con tal de refugiarse cuando sonara la alarma aérea.

#### El Franquismo
Entre los años 1939 y 1975, Vidreras vivió bajo la dictadura franquista, un régimen que impuso sus principios en la política. Este régimen autoritario afectó mucho al pueblo, anteriormente republicano. El 2 de febrero de 1939 las tropas nacionales entraron en Vidreras. A partir de aquel día el gobierno pasó a manos de los franquistas. El alcalde que presidía en aquel momento, Amadeu Bach de 68 años, se había pasado media vida luchando por la República y en entrar las tropas nacionales fue encerrado en el Seminario de Gerona. Como él, fueron encarceladas como mínimo 12 personas más. En el pueblo gobernaba un partido fascista, unitarista, jerarquizado que no aceptaba contradicciones ni críticas internas. Además, en Vidreras había el Libro de Órdenes en el que había escritas las condiciones que debían cumplir los candidatos que quisieran ser admitidos en el partido político. Los políticos que formaban parte de él, querían ofrecer una imagen de un pueblo que vivía en calma y paz, pero ellos sabían que realmente no era así: conocían el sufrimiento, las muertes, el dolor o el hambre del pueblo. Los responsables del pueblo estaban al corriente de lo que pasaba en el exterior del pueblo: recibían comunicados, requerimientos y telegramas de las autoridades y los altos cargos franquistas.

#### Los refugiados
Durante los tres primeros meses de guerra en Cataluña llegaron 200.000 refugiados procedentes de Madrid. De estos 200.000, según un informe del ayuntamiento, a Vidreras llegaron 82. Entre ellos destacaba un grupo de chicos y chicas madrileños, pero también había dieciséis andaluces y 24 extremeños. El año 1938, la cifra de refugiados subió a 210, con personas procedentes de Bilbao, Santander y Pontevedra, entre otros. Los refugiados tenían entre uno y sesenta y tres años, y entre ellos unos cuarenta estudiaban. Algunos de estos refugiados eran acogidos en casa de lugareños, como por ejemplo en can Aulet.

## Escudo
El blasón de Vidreras es un escudo losanjado: de oro, un castillo de sable abierto; la bordura de piezas de sable. Por timbre una corona mural de villa.
Fue aprobado el 26 de octubre de 1992.
Se representa el castillo de la villa, que pertenecía al vizcondado de Cabrera; la bordura de sable sobre camper de oro está tomada precisamente de las armas de los Cabrera.

## Bandera
La bandera de Vidreras es apaisada, de proporciones dos de alto por tres de largo, negra, con una cruz plena, amarilla de brazos 1/2 de la altura del paño, cargada de un grave pleno negra, de brazos 1/6 de la misma altura. Al centro de la bandera y resaltando sobre las dos cruces, un cuadrado amarillo, no contorneado, de lados 2/3 de la altura del paño, cargado de un castillo abierto, negro, de altura 1/2 de la del paño.
Fue publicada en el DOGC el 22 de enero de 1993.

## Demografía
Vidreras cuenta con una población de 8538 habitantes (INE 2024).
| Gráfica de evolución demográfica de Vidreras entre 1842 y 2021 |
| |
| Población de derecho según los censos de población del INE Población de hecho según los censos de población del INEEn 1857 crece el término del municipio porque incorpora a Caules |

### Población delsigloXX

#### Población de inicio del siglo
Al principio del siglo XX la población disminuyó. En la tabla anterior se puede ver el curso que siguió la población de Vidreras hasta la mitad de siglo XX. Se puede ver que a partir del 1910 la población empezó a decrecer a causa del hecho de que desapareció la industria de los corchos, que tenía un importante papel en Vidreras. La actividad corchera surgió en Francia y, gracias al contacto del Ampurdán con el país, fue introducida en Cataluña, situando las primeras industrias en la zona del macizo de Las Gavarras, sobresaliendo Vidreras y Santa Coloma de Farnés. 
Del siglo 1930 al 1940 también hay un notable cambio, causado por la guerra civil española y sus muertos y exiliados. En acabar la guerra, del 1940 al 1950, impuesto ya el franquismo, la población solo aumentó diez habitantes.

#### Población de final de siglo
Vidreras del 1950 al 2000, ha ido incrementando el número de habitantes. Esto ha provocado un crecimiento en el municipio y sus urbanizaciones. Una parte del incremento de habitantes en Vidreras es debida a la llegada de inmigrantes provenientes de diferentes países.

### Inmigración
En los últimos veinte años la población ha aumentado notablemente y la inmigración ha intervenido de manera importante. Los inmigrantes vienen de países muy variados y el objetivo de Vidreras es que se integren en el pueblo. Para que sea posible, hay asociaciones y ayudas por parte del ayuntamiento.
Durante el final del siglo XX, encontrábamos un total de 56 habitantes inmigrantes (28 de cada sexo) y la mayoría provenían de Marruecos. Otros sitios de procedencia son Alemania, Países Bajos y el Reino Unido. Observando los últimos datos del 2006, la inmigración ha aumentado notablemente, ya que en Vidreras actualmente se encuentran 1000 inmigrantes de países muy diferentes.
Marruecos ya no es el primer país de procedencia, ahora es Chile (con un total de 148 inmigrantes). Pero un gran número de inmigrantes provienen de otros países que en el siglo XX no se estaban representados en el pueblo: Colombia, Gambia, Malí, Rumanía, etc.
También se puede observar que la mayor parte de los inmigrantes provienen de América del Sur o África. Y ahora hay más hombres (584) que mujeres (416), que casi es una sexta parte de la población. Teniendo en cuenta que en estos datos solo consta la población que está empadronada, la proporción de inmigrantes del pueblo es mucho más grande.
Podemos encontrar la explicación de que haya más hombres que mujeres, ya que primero es el hombre que emigra al país, para encontrar un trabajo, y después viene la familia para establecerse en él. Como se ha indicado antes, la mayoría de inmigrantes vienen de Chile, Marruecos y Rumanía, pero estos últimos no se ven mucho por el pueblo, ya que suelen vivir en organizaciones.
En 2006 encontrábamos un solo inmigrante procedente de China, aunque ahora hay muchos más, ya que han creado más de un negocio en el pueblo.
Dentro de los inmigrantes que proceden de África una gran parte son de Senegal aunque algunos no están empadronados, ya que aún están en proceso de obtener los papeles o acaban de llegar. En definitiva, se encuentra una gran diversidad de inmigrantes y culturas.
Vidreras, dentro de la comarca de la Selva, es la cuarta que tiene más inmigrantes, en concreto un 13 % de la población.
En Vidreras el ayuntamiento dispone de un Plan de Acogida que consiste en ayudar a los inmigrantes que acaban de llegar a encontrar la mejor manera de acogerlos para poder satisfacer sus necesidades e informarlos de donde están y cómo funciona la sociedad donde viven.
Todos los extranjeros que llegan al pueblo están obligados a empadronarse conforme con la ley del Régimen Local:
Todos los extranjeros están obligados a empadronarse al margen de su situación administrativa (regular o irregular).
Empadronarse tiene ventajas como un registro público, que consta que resides en el territorio y eso implica facilidades en el momento de regularizar tu situación. El padrón es básico para acceder a diversos derechos universales y a prestaciones sociales básicas. Para poderse empadronar se tiene que tener una residencia con un número máximo de personas, por eso hay un técnico que visita la vivienda y declara si esta persona puede ser empadronada o no respecto a las características que la vivienda tiene. Además, para poderse empadronar es necesario el pasaporte o la tarjeta de residencia.

## Administración y política
| Periodo   | Nombre                      | Partido |
| --------- | --------------------------- | ------- |
| 1979-1983 | Josep Sala i Puig           | PSC     |
| 1983-1987 | Josep Sala i Puig           | PSC     |
| 1987-1991 | Salvador Salvadó i Dellunde | CiU     |
| 1991-1995 | Salvador Salvadó i Dellunde | CiU     |
| 1995-1999 | Josep Sala i Puig           | PSC     |
| 1999-2003 | Jaume Figueras i Miquel     | PSC     |
| 2003-2007 | Àngel Teixidor i Johé       | CiU     |
| 2007-2011 | Ruth Rosique i Labarta      | PSC     |
| 2011-2015 | Jordi Camps Vicente         | CiU     |
| 2015-2019 | Jordi Camps Vicente         | CiU     |
| 2019-2023 | Jordi Camps Vicente         | Junts   |
| 2023-act. | Jordi Camps Vicente         | Junts   |

| Candidatura     | Cabeza de lista        | Votos | Regidores/Consejeros | % Votos |
| --------------- | ---------------------- | ----- | -------------------- | ------- |
| CiU             | Artur Mas              | 1438  |                      | 42,13   |
| ERC             | Oriol Junqueras        | 565   |                      | 16,55   |
| PSC             | Pere Navarro           | 345   |                      | 10,10   |
| PPC             | Alicia Sánchez-Camacho | 333   |                      | 9,75    |
| ICV-EUiA        | Joan Herrera           | 200   |                      | 5,85    |
| Cs              | Albert Rivera          | 177   |                      | 5,18    |
| CUP             | David Fernández        | 119   |                      | 3,48    |
| Otros           |                        | 191   |                      | 9,08    |
| Votos en blanco |                        | 45    |                      | 1,31    |
| Total           |                        | 3437  |                      |         |

## Economía
Antiguamente la población se dedicaba a hacer trabajos relacionados con los bosques. Estos oficios con el paso del tiempo han ido desapareciendo y han estado sustituidos por otros. Podíamos encontrar, por ejemplo, dentro de los oficios relacionados con la explotación de los bosques, el oficio de carbonero, rodero y carretero. Había otros que derivaban de productos del bosque, como los taperos y los zuequeros. Finalmente, había algunos que derivaban del campo, como los cesteros y los alpargateros. También ocupaba los principios del siglo una importante parte la industria corchera, pero desapareció en año 1910.
En la actualidad, la mayoría de habitantes se dedican al sector secundario (industria lechera ATO, por ejemplo).
El desarrollo industrial en Vidreras se implantó a partir del 1960: se desarrollaron industrias de alimentación y de construcción, que provocó un desarrollo en los servicios de transporte. En el pueblo también se encuentran bastantes talleres de reparación y almacenes.
Como sabemos, antiguamente no había igualdad de sexo, por lo tanto, todos los oficios citados previamente eran realizados por hombres. Siguiendo el estilo de vida antiguo, las mujeres se quedaban en casa limpiando, cuidando a los hijos, compraban... mientas el hombre era el encargado de trabajar para llevar el dinero a casa. A causa de esto, la población activa no llegaba al 50 %. Por desgracia, al ser un pueblo y no haber mucha actividad industrial el trabajo era más pesado y eso no favorecía la incorporación de la mujer en el mundo laboral. Por lo tanto, la población pasiva estaba formada por mujeres y los niños que iban a la escuela. Estas mujeres se dedicaban exclusivamente al hogar y a la familia. Aunque con el paso del tiempo más niñas iban a la escuela, la mayor parte de las mujeres del siglo XX acabaron siendo amas de casa.
Por lo que respeta a la población activa, la ocupación laboral se dividía en sectores: agricultura, industria, administración, comercio y servicios. Centrándonos en el siglo XXI, el sector terciario tiene un papel muy característico, ya que en el pueblo hay algunos bares y restaurantes de donde viene una gran cualificación gastronómica de Vidreras. En el comercio se centra básicamente en dos plazas principales del pueblo y las calles que las rodean. Una gran parte de estos comercios se dedican a la alimentación, seguidos por los comercios de venda de objetos personales (calzado, electrodomésticos...).
Otros lugares de ocupación laboral son los servicios municipales. Vidreras consta de una guardería y se está construyendo otra. También tiene dos escuelas primarias (CEIP Salvador Espriu i CEIP Sant Iscle). Actualmente, el CEIP Sant Iscle, situado en el núcleo urbano, está siendo reconstruido en otro barrio del pueblo a causa de su antigüedad y el mal estado de la estructura del edificio. Además, en el pueblo hay un centro de educación secundaria, el Institut Vidreres, edificado hace pocos años. Todos estos centros disponen de puestos de trabajo para profesores, monitores, servicios de limpieza, etc.
En el pueblo también hay un dispensario médico (el C.A.P.), farmacias... donde trabajan médicos, farmacéuticos, enfermeros, etc. Otro sitio de ocupación laboral importante es el Ayuntamiento, donde aparte del alcalde, trabajan regidores, administrativos, etc.

## Cultura
Anualmente, desde el 2008 se celebra el Festival Internacional de Cortometrajes de Vidreras.

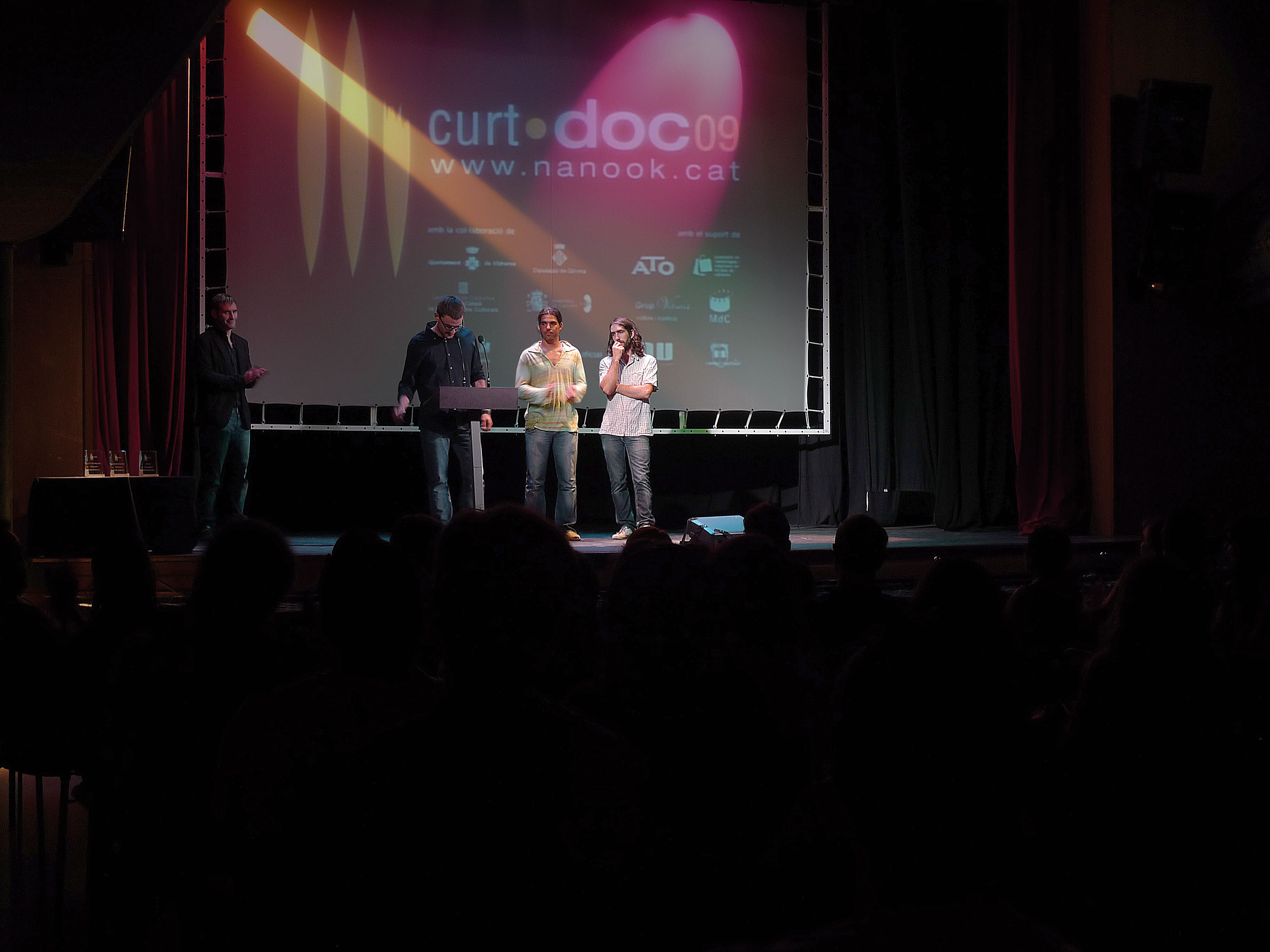
Entrega de premios del 2009 del Festival Internacional de Cortometrajes de Vidreras

## Festa del Ranxo
Una fiesta muy popular y conocida de Vidreras es la Festa del Ranxo, que se suele celebrar durante la primera semana del mes de marzo, dependiendo de cuando se celebra el carnaval de Vidreras. Consiste en la elaboración de un plato muy tradicional del pueblo, el ranxo, que contiene: judías, garbanzos, arroz, patatas, butifarra negra, sofrito (siete quilos por cada perola), carne de cocido, ternera, oreja. Se dice que viene de que los señores feudales durante la Edad Media hacían una perola de ranxo en Vidreras por carnaval para dar de comer a los pobres. Actualmente se utilizan 7 perolas que se sitúan en medio de la plaza Lluís Companys, también conocida como plaza de la Oliva, y durante el desfile de carrozas empiezan los preparativos y la elaboración del ranxo. Después, el hereu, la pubilla, las damas de honor, los fadrins, etc., junto al alcalde/esa y los ranxers se hacen una foto en honor a la celebración.
Los ingredientes que contiene el ranxo son dados en mayor parte por los ciudadanos de Vidreres, voluntariamente. Los primeros en probar el ranxo son el alcalde, la pubilla y el hereu. Después se reparte el ranxo entre la gente del pueblo, que hace cola durante toda la mañana. El día siguiente, los ranxers subastan los ingredientes sobrantes, durante el descanso de un concurso de voz del pabellón, para obtener beneficios para el año siguiente.

## Deportes
Anualmente se celebra el "Ludibàsquet", la fiesta del básquet de base catalana que se da en Vidreras en cuanto finaliza la temporada. Además de practicar deporte también se hacen actividades de ocio durante todo un fin de semana. Lo organizan conjuntamente el C.B. Nou Caulès con el Ayuntamiento de Vidreras, con la colaboración de más de 100 voluntarios, empresas y entidades.

## Lugares de interés
- Castillo de Sant Iscle.
- Iglesia de Santa Susana, de origen románico, en Caules (Caulès en catalán).

## Hermanamientos
Espéraza, Francia 